# Neolana septentrionalis
Neolana septentrionalis là một loài nhện trong họ Amphinectidae. Loài này phân bố ở New Zealand.